# Bisschoppelijk paleis van Kielce
Het bisschoppelijk paleis van Kielce (Pools: Pałac Biskupów Krakowskich w Kielcach) is een vroegbarok paleis in Kielce. Het bouwwerk is een beschermd architectonisch monument.

## Geschiedenis
Het van oorsprong maniëristische paleis werd in opdracht van bisschop Jakub Zadzik tussen 1637-1641 boven op vroegere verdedigingswerken gebouwd. De architecten van dit bouwproject waren Giovanni Trevano en Tommaso Poncino. De plafondschilderingen dateren uit 1641. Het oorspronkelijke paleis was één verdieping hoog, had een hoog schuin dak en op elke hoek een toren. Het ontwerp was gebaseerd op dat van het Kazimierzpaleis in Warschau.
Tijdens de Duitse bezetting van Polen was het paleis in gebruik als hoofdkwartier van de locale NSDAP-afdeling. In die periode werd het paleis gepleisterd om Kielce meer op Duitse steden te laten lijken. Joden uit de stad werden door de Duitse bezettingsmacht gedwongen om aan de renovaties van het paleis te werken.

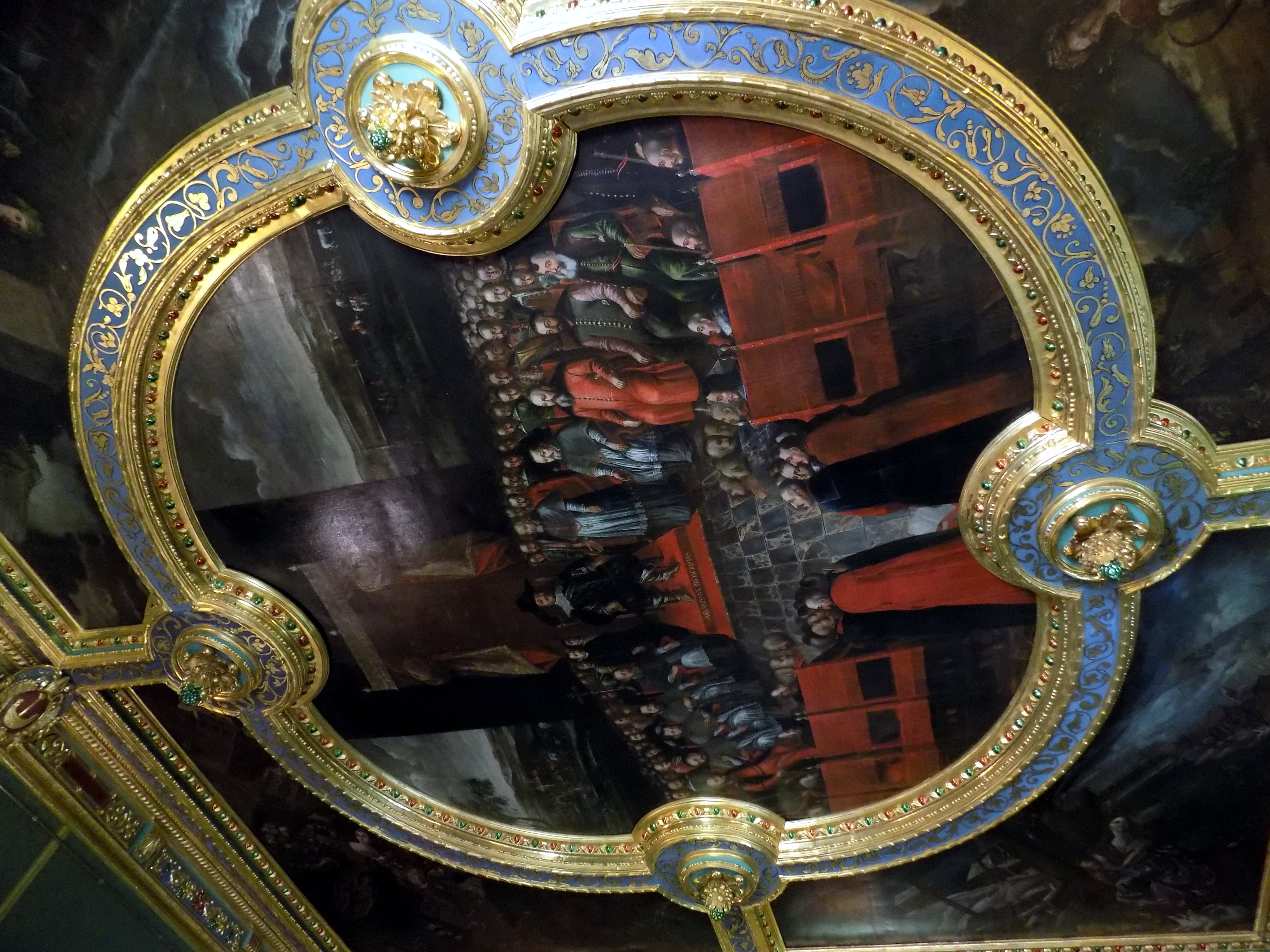

## Nationaal museum
De stijlkamers van het paleis zijn tegenwoordig onderdeel van het Nationaal Museum in Kielce. Ook  heeft dit museum een grote collectie schilderijen.

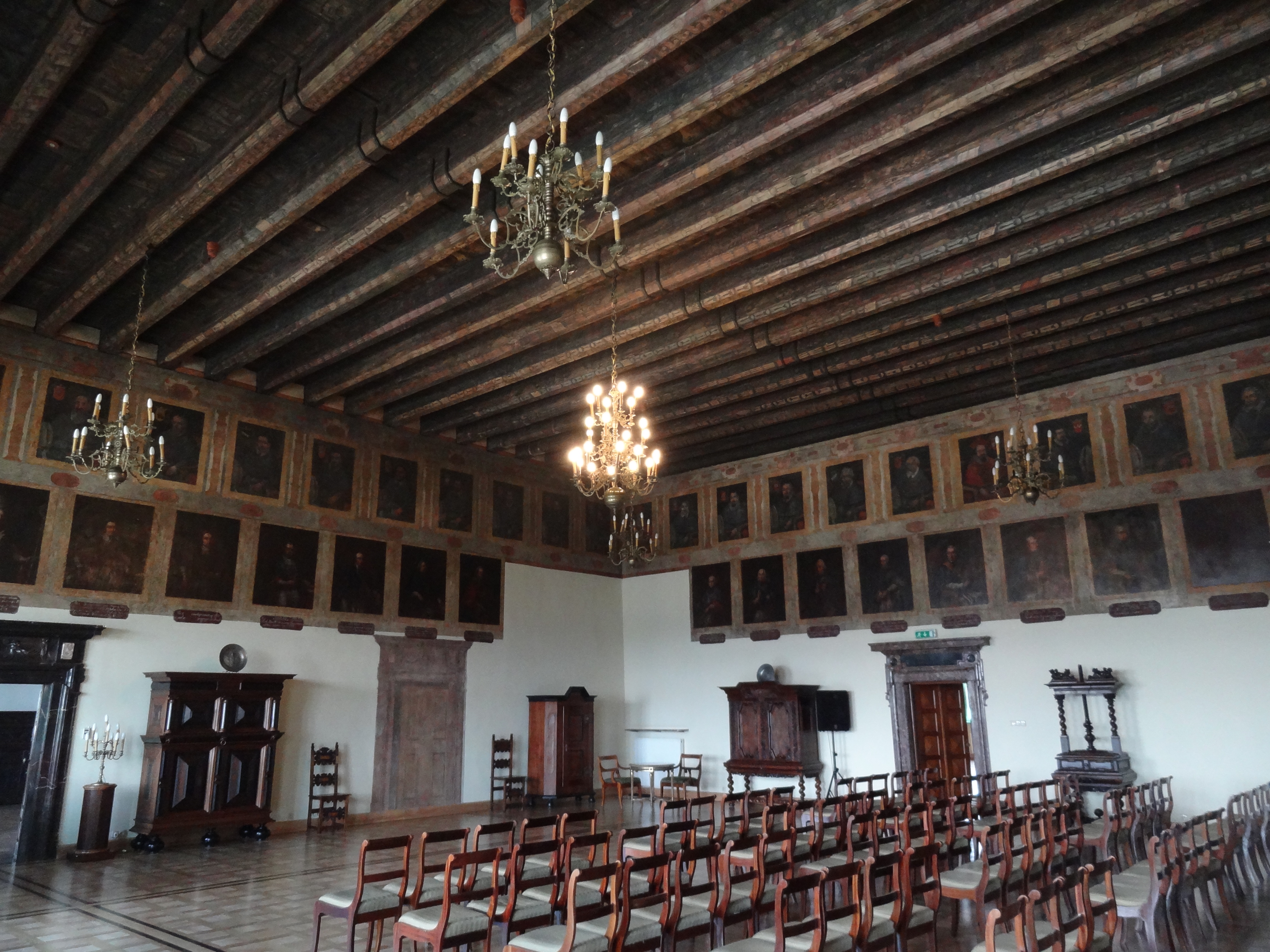